# 蕭志美
蕭志美（英語：Anna Sui， 1955年8月4日—）是一位美籍華裔時尚設計師。她被评为“十年前5个时尚偶像之一”，并在2009年赢得了由理事会美国时装设计师（CFDA）的杰弗里比尼终身成就奖，加盟伊夫·圣洛朗，乔治·阿玛尼的行列，拉尔夫·劳伦和黛安·冯芙丝汀宝。她的品牌类别包括几个时尚的產品線，鞋类，化妆品，香水，眼镜，珠宝，配件，以及礼品行。安娜苏产品通过了独立的专卖店和经销商在世界各地超过50个国家销售。 2006年，Sui的时尚帝国的集体价值，估计财富超过4亿美元。

## 早年生平
蕭志美於1955年8月4日在密歇根州底特律出生，其父母都是受過法国教育的中国移民。父亲萧惠光（Paul）主修工程，母亲方光琪（Grace）主修绘画，兩人於巴黎的索邦神學院学习期间相遇。祖父蕭毓蘭是一位在大溪地經商的中国商人，祖母名為丘帶娣，曾祖母袁氏。外祖父方治為中華民國外交官，外祖母方益之則為日本人。萧志美母親的家族源自安徽桐城方家，為桐城派創始者方苞的後裔。其他知名先祖還包含直隶总督方觀承等
萧志美四岁的时候，想成为一名时装设计师。十几岁的时候她读到了一篇在生活杂志上有关Mia Fonssagrives-Solow成就的文章：Solow从纽约市帕森斯设计学院毕业後搬到巴黎，在那里和伊丽莎白·泰勒和理查德·伯顿开了一家精品店。萧志美认为在她的青春時期读到这篇文章，为她未来的目标提供了明确的方向。萧志美之後搬到纽约，并入读了帕森斯。
畢業後，Anna Sui陸續任職於不同的服裝公司，將自己獨特的設計理念融入作品之中。

## 早期事业

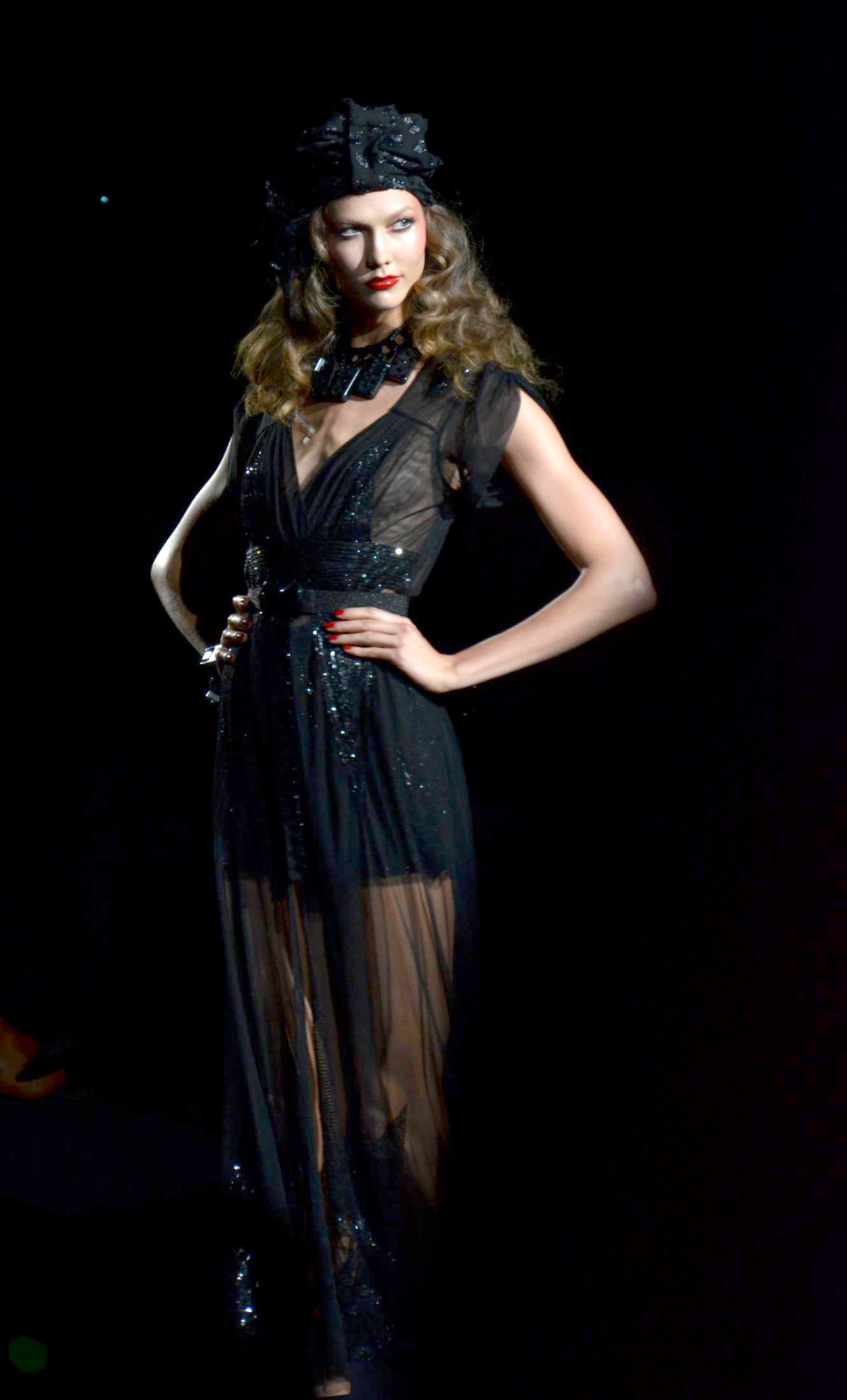
Karlie Kloss2011年9月就在Anna Sui的秀跑道姿势。

高中畢業後，Anna Sui進入紐約帕森設計學院，並和世界頂尖攝影師Steven Meisel成為好友，開始擔任Steve Meisel的攝影造型師。
在帕森斯學院唸完第二年后，蕭被青少年服装品牌「查理的女孩」录用，這開啟了她的職業生涯，在這裡她学会了设计运动服装标签和替同学史蒂芬迈泽尔做造型。在此期间，她开始了在她的公寓设计和做衣服。Anna sui 從小就表露出對時裝的熱愛，她常把自己的洋娃娃和哥哥的玩具兵拿來裝扮。Anna说，剛開始的時後，設計服裝只是因為想要打扮摇滚明星及去聽演唱會的人們。當她還在格莱诺拉運動服裝公司工作時，有一次她帶了五件作品到纽约一場贸易展覽會，結果受到紐約著名的幾家百貨公司如布魯明岱與梅西的注意。几个星期后，那些衣服成了纽约时报一則广告的亮點。由於當時Anna仍然在領格莱诺拉的薪水，她的經理看到了紐時的广告，大发雷霆並當場開除她。被炒魷魚的Anna，用她的储蓄三百美元，在所居住公寓客厅的一个小角落开始了创业了。之後几年，蕭把公司的業務範圍拓展到公寓之外，並且做好幾份額外的工作，所賺的每一分錢都再投資到她的公司。
上世纪80年代是“电源敷料”的高度，与公司，如香奈儿，拉克鲁瓦和范思哲设置标准。蕭挣扎着旁边的大牌时装屋站起来。蕭，是谁从传统的时装屋疏远自己，并与设计师，如Marc Jacobs的，达里尔K和托德·奥尔德姆一起探讨了垃圾时装舞台的时期少有的几个设计师之一。到了80年代后期，蕭获得了类似下面，让日本时装巨头如前进樫山的注意一个全球性的崇拜。蕭会继续在90年代中期到majorly扩大日本业务。
1980年代，Anna Sui開始了事業，1991年首次公開發表服裝秀，在一場精品發表會中展示了六件個人作品，立刻就收到梅西百貨的訂單，並將其中一件服裝登在《紐約時報》的廣告上，自此，Anna Sui正式跨入時裝界，開設起屬於自己品牌的服飾專賣店。《紐約時報》形容Anna Sui的作品是「高級時裝和嬉皮的混合體」，而Anna Sui的男女裝品牌Sui ANNA SUI。
1991年，迈泽尔和蕭的名模朋友，纳奥米·坎贝尔和琳达·斯塔聚在一起，并鼓励她尝试时装秀。蕭租住在Meatpacking区的小空间，给他们衣服付了款。成功的演出是蕭朝的职业生涯中最大的突破，与纽约时报引用评论到蕭的名人跑道模型：“那这些美女[坎贝尔和斯塔]然后在自己的名声的高度，帮助斯托克接待蕭买家得到和新闻媒体。“

## Anna Sui服装系列

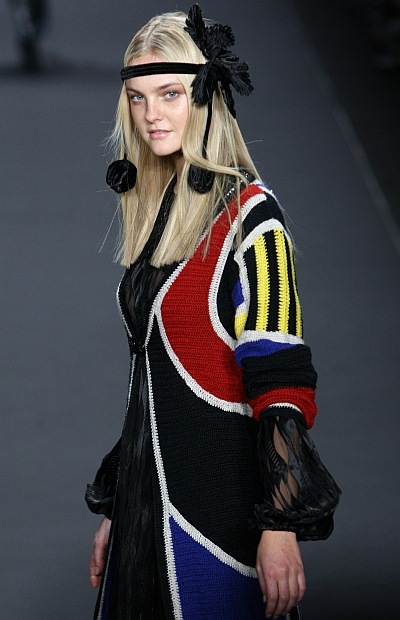
Caroline Trentini 于Anna Sui的春/夏2011。

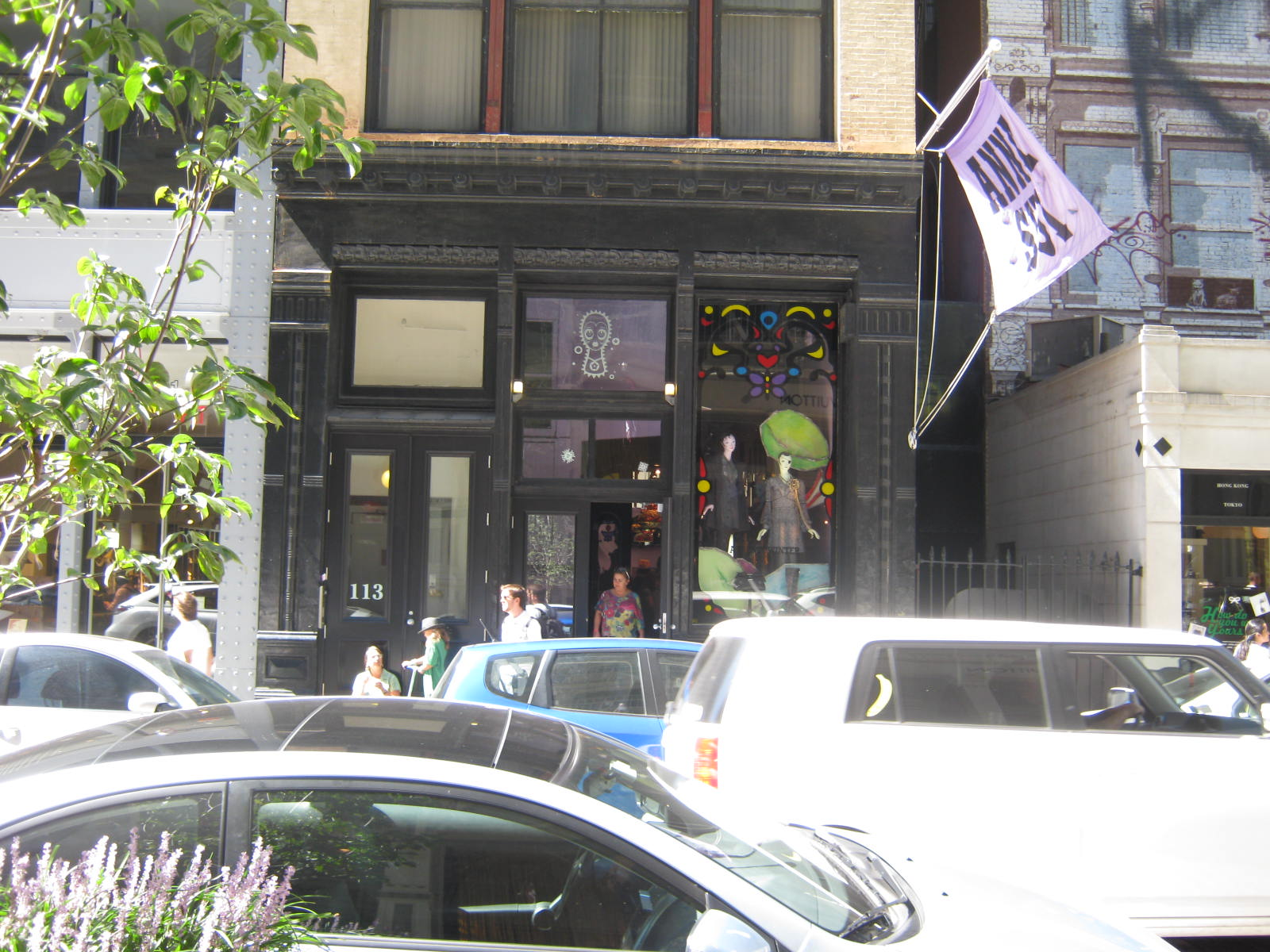
原来的Anna Sui 旗艦店- 113格林街，纽约市。

蕭首个时装秀发生在1991年。从她的第一场秀，蕭被称为她的无忧无虑的，异想天开，自制和娱乐方式来展示她的藏品。这里的气氛往往具有独特的派对氛围和嘉宾和与会者滑稽动作被描述为那个时代的鲜明的文化景象。
设计师在1992年在113格林街纽约市的SOHO区开设了第一家零售位置。该旗舰店以其红色的地板，仿古黑色的家具，招牌娃娃头模型和紫色墙壁其中蕭画自己。
1993年，安娜苏公司在好莱坞开了一家店在拉布雷亚大道扩大覆盖范围和控制北美分销。
安娜苏鞋，在意大利威尼斯，制造于1994年。后来在秋季系列跑道首演，蕭开始生产扩散时尚路线称为"Sui by Anna Sui"并与意大利时装品牌牛仔裤线，Gilmar S.p.A ..同年，蕭和Marc Jacobs等也开始分别针对咨询Gilmar的Cento x Cento和Iceberg的品牌线。
从1995年开始，蕭的设计是在时尚模式定期展出。她的首张与时尚杂志从她的春/夏1995年收集通过期纸浆漫画和灯笼袖的启发特色礼服，方肩，碎花长裙时尚流行在战争配给年1940年的时代的时尚。时尚稍后会公布这个1940年的花卉风格随着赛季的走势。
1996年，Anna Sui在日本東京設立亞洲第一家精品店。
对于春/夏1997年的时装系列，吸引了蕭相当的媒体关注时，红热辣椒的戴夫·纳瓦罗出现在她只有内衣秀跑道。

## 全球扩张

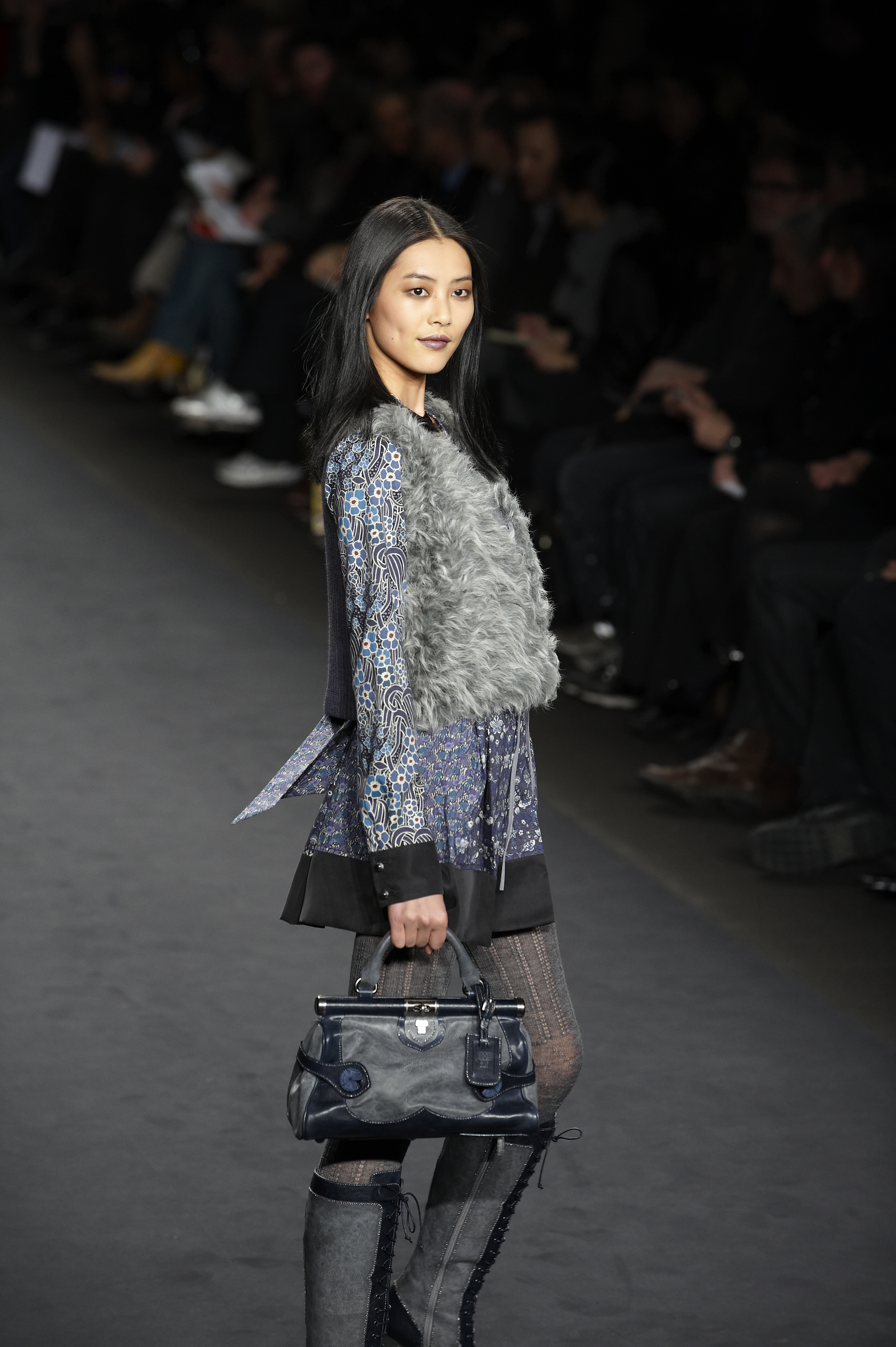
刘雯 Anna Sui 秋/冬2010秀。

通过与伊势丹分销及销售许可证的第一个独立的Anna Sui的精品店于1997年开业的东京和大阪。蕭还与意大利鞋匠巴林合作，创造一个鞋行。1997年掛上ANNA SUI品牌的鞋子在發表會上首次登場，而兩家最先獨立的ANNA SUI專賣店在東京和大阪創立，在當地造成一股紫色風潮，她又和德國的 Wella AG（現在是寶鹼頂級產品部門）簽署一項香水協議。
1999年，安娜苏推出了她与威娜和阿尔比恩化妆品系列的香水。
2003年，设计师推出她的娃娃少女的清香加上一些限量版套在多莉女孩系列。同年，威娜是由宝洁谁继续合作收购。
蕭与奇闻趣事株式会社合作工作室设计的人物服饰在其2004年的电视连续剧岩窟王：基督山，一系列松散的基础上基督山由法国作家大仲马的计数的计数
2005年，蕭被三星电子有限公司合作签约与时尚设计的蜂窝式电话。这是可以通过T-Mobile的这款限量版手机在第一个月的产品偶尔在易趣网上拍卖即将售罄。蕭还与人类学合作推出时装系列名为安娜苏的人类学。
2006年，安娜苏推出合作的限量版安娜苏博霍芭比娃娃与美泰。她后来推出的限量版珍藏与维多利亚的秘密呼吁安娜苏为维多利亚的秘密。
对于2007年的Hello Kitty 30周年，蕭与日本公司合作，悼念里程碑打造限量珍藏版。从这个集合的动物标本售价在eBay上超过$ 100.00美元。
2008年，蕭推出日本多莉女孩服装系列跟进她以前的香味线。后来在2008年，蕭与日产合作，设计定制汽车，日产350Z安娜苏限量版这是在不同的路演特色。2009年，Anna Sui推出香氛「摇滚天后」、「摇滚甜心」及系列彩妝產品，在台灣則由台灣奧碧虹股份有限公司，負責anna sui化妝品的販售，全臺專櫃達30多個門市，員工數已達350人。
1999年，ANNA SUI同名香水和彩妝系列首次登場 ，2000年，推出保養系列和第二款香水「甜蜜夢境」，2001年，第三款香水「蝶之戀」面世，2003年推出第四款香水，洋娃娃的「我愛洋娃娃」限量版。2005年，Anna Sui為韓國Samsung設計限量版ANNA SUI手機。2005年，推出第五款香水「許願精靈」。2006年推出最新的洋娃娃香水限量版「渡假洋娃娃」，又與Mattel限量發行ANNA SUI波希「芭比娃娃」。ANNA SUI服飾和配件商品全球經銷，在30個國家超過300個銷售據點，在日本、韓國、台灣、香港和美國有32家專賣店或專櫃，在台灣、韓國、香港和上海有27間配件專賣店或專櫃，在日本有42間配件精品店。2007年，Anna Sui香水的市場佔有率達到31.33%，至於其主要對手Gucci、Chanel及Dior等市場佔有率分別為20.2%、及27.1%及28.4%。與2005年相比下，Anna Sui香水的市場佔有率上升了5%。

## 专门收藏

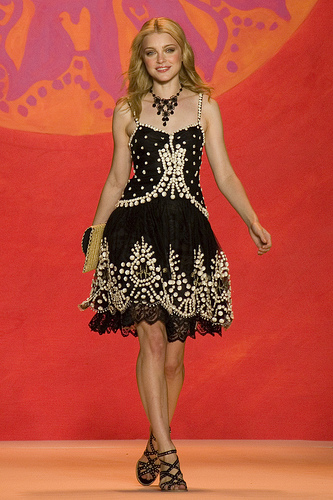
謝茜嘉·史譚在Anna Sui時裝秀，2008年9月。

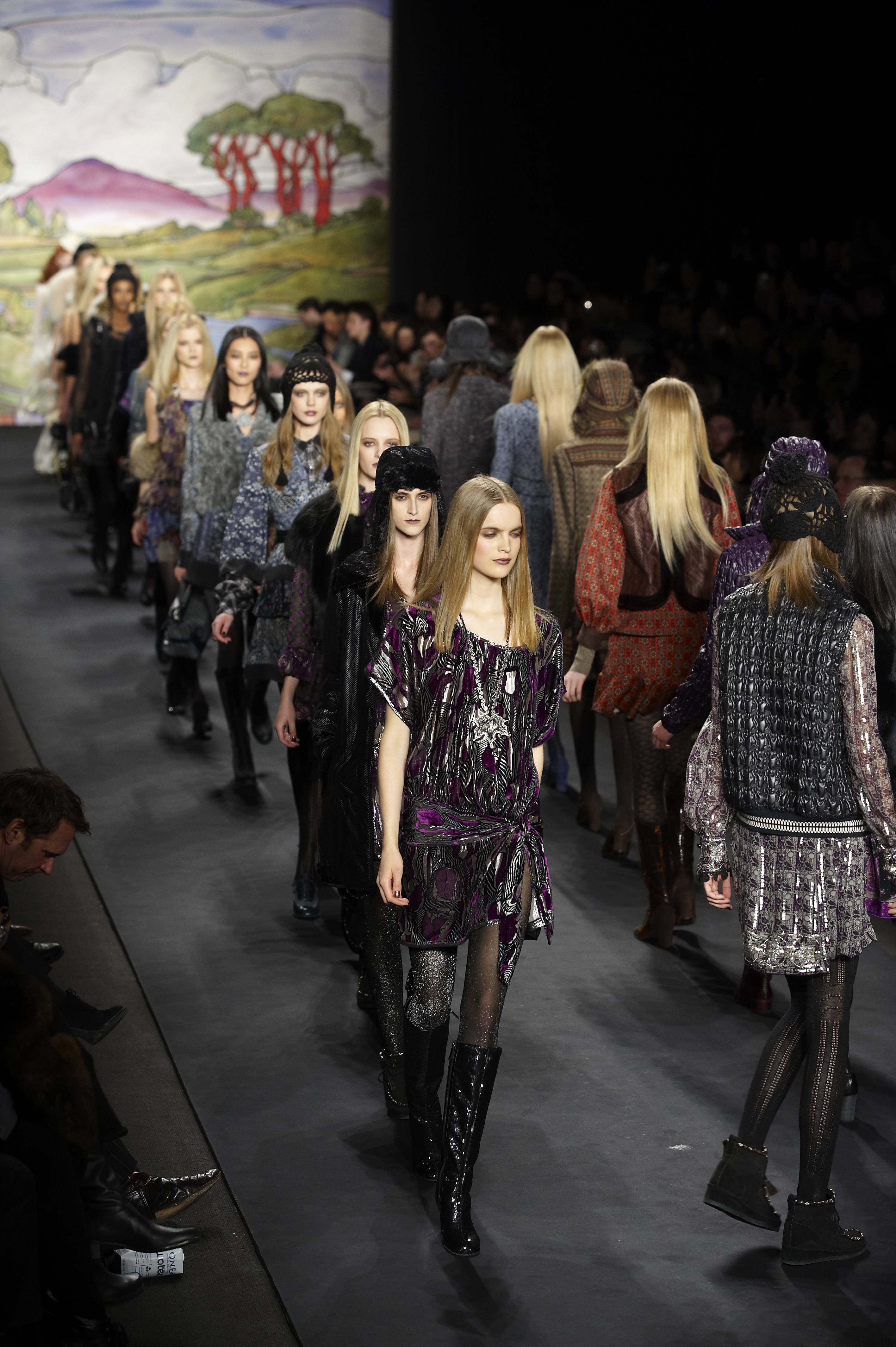
在Sui的秋冬秀2010的模型游行。

2009年，蕭与目标合作产生绯闻女孩启发线结合Upper East Side的风格，被称为安娜苏的目标是“闹”的边缘。这款限量版珍藏在九月可用数周。被誉为“安娜苏迷你”一个孩子的路线出道于2009年初在日本和她的摇滚我！香水在今年晚些时候推出。她还开始与Mondottica有限公司销售协议下的安娜苏眼镜品牌眼镜分布，并推出了协作收集与极乐呼吁安娜苏FitFlops的。
后来在2009年，蕭提出了与服装设计奖的中国时尚大奖在北京和在她的家乡纽约市CFDA的杰弗里比尼终身成就奖的经典图标。
2010年，蕭安德鲁博尔顿合作出版了她的第一本书记载了她20年的职业生涯。同年，她推出了她的故宫事理的香味。
在2011年，她与暇步士合作，打造的限量版收集鞋子开张于2011年秋季时装秀。她接着又合作伙伴荼靡创造出符合行李箱及旅游项目。在今年晚些时候，蕭与谷歌合作创建一个主题谷歌Chrome网络浏览器扩展。她也进入了一个芬芳牌照与InterParfums的香水和香料分配。
2012年，蕭合作与教练并创建了安娜苏的教练手袋系列。设计师还参与了Mondottica和同事及地球之间的合作产生了设计师的时装秀太阳镜。
从五月到2013年11月，来自Sui的1999年和2000年收集的服装出席在时装技术学院博物馆以为特色作为他们的回顾展的一部分：时装及纺织历史画廊展出十一月蕭唐维奇与Asos的合作推出欧洲秋季/冬季2013安娜苏化妆品系列。该系列特点与迪士尼的合作。
2014年2月2日，李民浩公布了安娜苏的菲拉收集代表安踏体育和中国斐乐的其中在2015年推出的今年四月，蕭回到她的家乡底特律与福特汽车公司在创造野马偷跑收藏庆祝的福特野马50周年4月晚些时候，蕭和香港的合作伙伴。基于IT服装有限公司与实验室制造，香港冰淇淋厂商闻名开拓液氮冰激凌晦涩的市场创造一个安娜苏合作×实验室制造弹出店这是在公司尖沙咀分行在整个2014年4月的协作功能还精选蕭自己的紫雪糕味道和开放是由香港名人许廷铿，合同艺术家对香港电视广播有限公司公布。七月，蕭启动了阿尔文韩国有限公司在韩国内衣系列。这与丽思卡尔顿酒店在首尔全尺寸时尚内衣展上推出。金秋十月，蕭同CDFA合作推出了与百思买合作意向称为安娜苏×百思买作为设计师的系列的一部分。
在2015年3月，蕭和伊势丹与美少女战士合作推出的美少女战士×安娜苏收集这是在伊势丹店新宿功能。蕭也与法式甜点制造商LADUREE合作，创建一个协作叫做安娜蕭×LADUREE为莱斯Merveilleuses LADUREE集合的一部分。在2015年4月，蕭奥尼尔合作推出名为安娜苏为奥尼尔协同收集，由加州海滩的场景灵感的集合后来，在2015年6月，蕭搬迁她的苏荷旗舰店布鲁姆街从格林街及其上一页23年之久的位置。八月，蕭与美国启动制造者弗莱公司合作推出限量珍藏版题为安娜苏×弗莱，从而扩大了两栋房子之间的合作，以前制定Sui的秋/冬2015年时装秀靴。该系列是由北欧的文化和历史频道的节目维京人的启发。对于新加坡的金禧，蕭以统一和Shentonista合作创建了由Shentonista一个博客系列特色的纪念SG50手提包。后来在2015年11月，星巴克×安娜苏收集宣布，咖啡馆链和时装设计师之间的合作假期。
在2016年1月，星巴克继续与蕭的协作行通过网上销售。在二月，蕭与开幕式合作，标签上的“中国年”协作春夏2016年集合也像仁里苏，闵女士特色品牌与谭燕玉及其他。后来三月，三越伊势丹控股公司及其附属Mammina宣布推出与安娜苏公司新品牌的合作伙伴关系叫做纪念品商店安娜苏它涵盖旅游零售项目和时装配件。宣布，推出与日本设计师凯塔丸山另一伊势丹的合作伙伴关系的同时来了。在市区和机场标志着第一次安娜苏时尚的产品是可利用免税商品推出存储。在2016年6月，蕭的设计历史回顾展是在在北京SKP百货商店显示。该系列标志性的特色Anna Sui的设计项目，并通过服装现今从蕭的首秀在1991年约会。

## 設計和接收

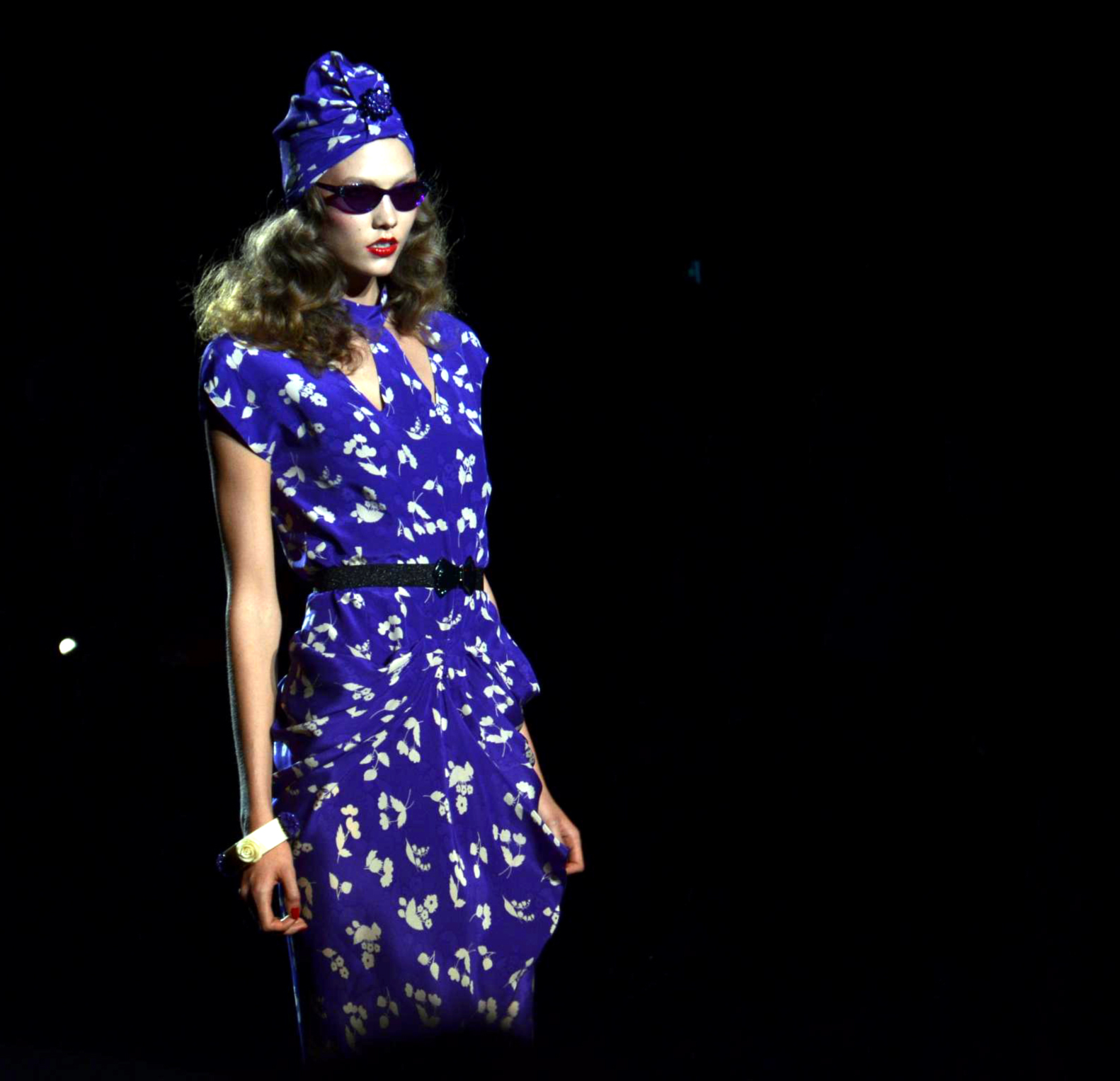
Karlie Kloss在上安娜苏跑道显示，2011年9月。

其時裝設計大膽、且略帶一種毫不在意世俗眼光，洋溢著濃濃的復古氣息和絢麗奢華的獨特氣質，刺繡、花邊、燙鑽、繡珠、毛皮等一切華麗的裝飾主義都集於她的設計之中。以代表強烈慾望的紫色來包裝其化粧品系列，以黯紫色為主色的包裝，周圍佈滿了紅艷的薔薇，就像70年代嫵媚的麵粉盒，復古俏麗的化粧品系列讓城市中女性愛不釋手。
对于她的创新工作，蕭已被称为设计师谁“从不迎合”的纽约时报，并获得被任命为十年前五大时尚偶像时代杂志的名单的区别。Sui的作品有两者均由新闻工作者行业作为一个整体，并特别时尚媒体进行了广泛覆盖。她的季节性节目都是由时尚，Style.com，女装日报等多家新闻和编辑平台，定期覆盖。梅赛德斯 - 奔驰时装周被称为蕭的职业生涯“一个典型的美国成功故事”，引用Sui的坚决态度：“你必须关注有关你的梦想，即使他们超越常理从底特律郊区的这个年轻的女孩怎么会成为一个在纽约的成功呢？这一直是梦想“。评论通常是指设计师的研究和她一起搭售的各种趋势和主题历史的和当前的彻底性。
Sui的设计不断，吸引了众多知名客户，如布莱克·莱弗利，纳奥米·坎贝尔，索菲亚·科波拉，丽芙·泰勒，剑桥公爵夫人和柯妮。

## 作品

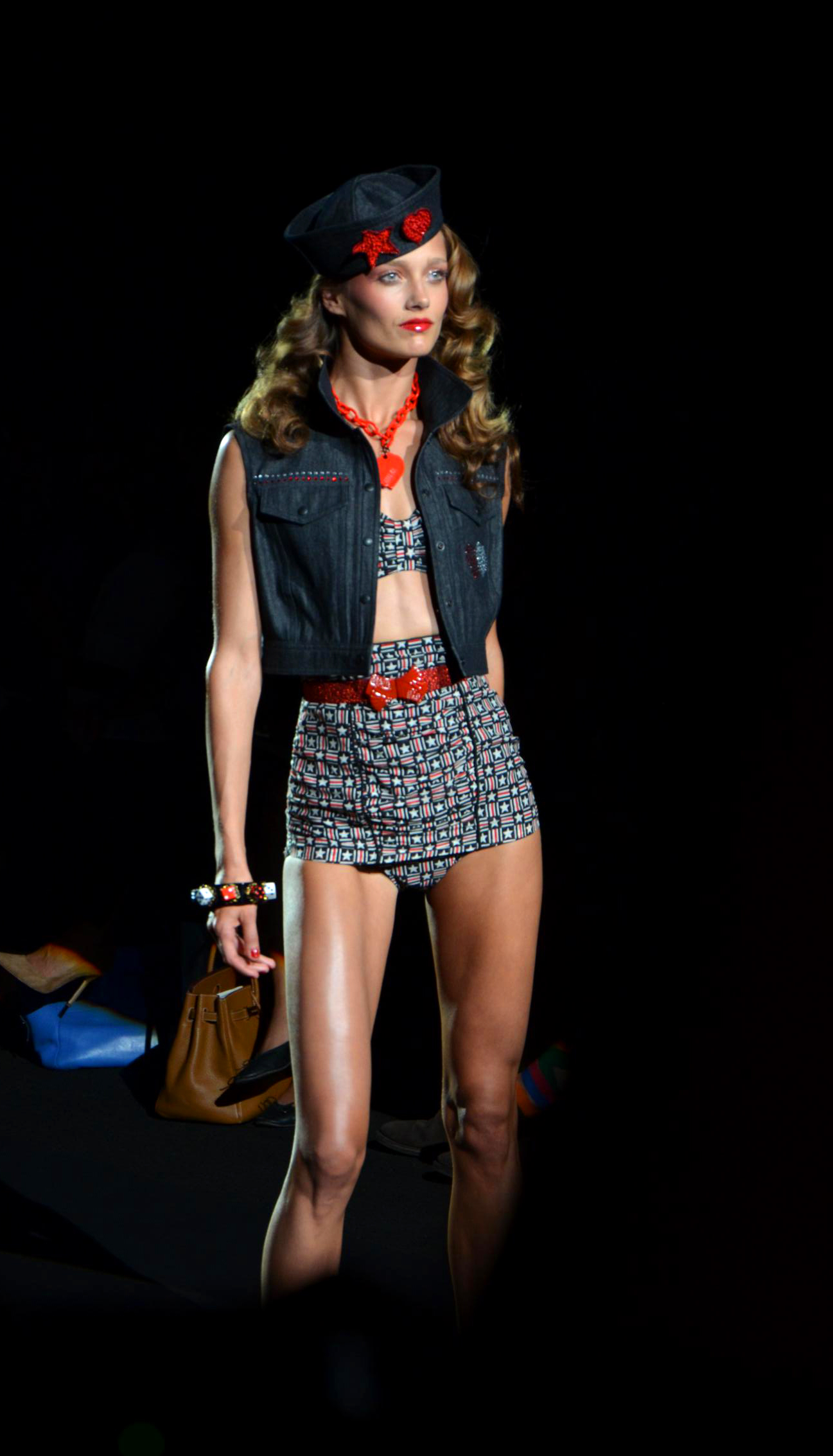
Karmen Pedaru 在Anna Sui的显示，2011年11月。

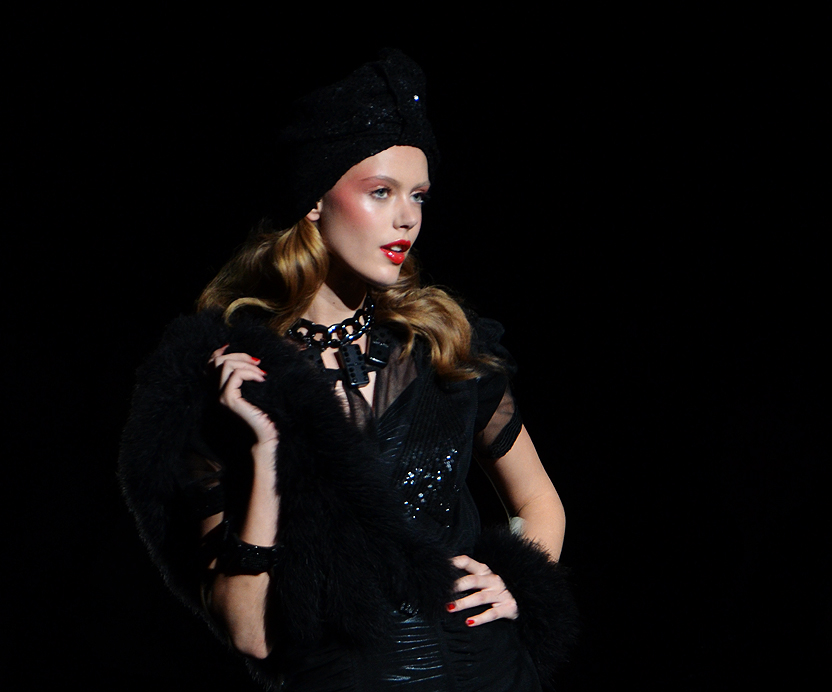
Frida Gustavsson 在2011年11月的跑道。

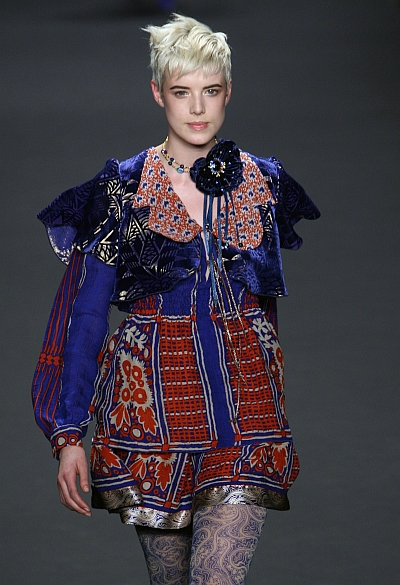
艾潔妮絲·迪恩在Anna Sui時裝秀，2008年2月

### 香水和化妆品
蕭介绍，她香水和化妆品行于1999年，迄今设计师推出了26个产品，各种尺寸的最到来。
以下是隋香水集合的列表：
| 年   | 香味                             | 伙伴                      | 笔记                      |
| ---- | -------------------------------- | ------------------------- | ------------------------- |
| 1999 | Anna Sui Classic                 | Wella AG                  |                           |
| 2000 | Sui Dreams                       | Wella AG                  | 在Sui Dreams集合的一部分  |
| 2002 | Sui Love                         | Wella AG                  |                           |
| 2003 | Dolly Girl                       | Wella AG/Procter & Gamble | 在Dolly Girl集合的一部分  |
| 2004 | Dolly Girl Ooh La Love           | Procter & Gamble          | 在Dolly Girl集合的一部分  |
| 2005 | Secret Wish                      | Procter & Gamble          | 在Secret Wish集合的一部分 |
| 2006 | Dolly Girl On The Beach          | Procter & Gamble          | 在Dolly Girl集合的一部分  |
| 2006 | Secret Wish Magic Romance        | Procter & Gamble          | 在Secret Wish集合的一部分 |
| 2007 | Dolly Girl Bonjour L'Amour       | Procter & Gamble          | 在Dolly Girl集合的一部分  |
| 2007 | Flight Of Fancy                  | Procter & Gamble          | 在Fancy集合的一部分       |
| 2008 | Dolly Girl Lil' Starlet          | Procter & Gamble          | 在Dolly Girl集合的一部分  |
| 2008 | Night of Fancy                   | Procter & Gamble          | 在Fancy集合的一部分       |
| 2009 | Live Your Dream                  | Procter & Gamble          |                           |
| 2009 | Rock Me!                         | Procter & Gamble          | 在Rock Me集合的一部分     |
| 2010 | Forbidden Affair                 | Procter & Gamble          |                           |
| 2010 | Rock Me! Summer of Love          | Procter & Gamble          | 在Rock Me集合的一部分     |
| 2012 | Anna Sui Fairy Dance Secret Wish | InterParfums              |                           |
| 2013 | La Vie de Bohème                 | InterParfums              | 在Bohème集合的一部分      |
| 2013 | Tin House Fairy Dance            | InterParfums              | 在Tin House集合的一部分   |
| 2013 | Tin House Flight of Fancy        | InterParfums              | 在Tin House集合的一部分   |
| 2013 | Tin House Forbidden Affair       | InterParfums              | 在Tin House集合的一部分   |
| 2013 | Tin House Secret Wish            | InterParfums              | 在Tin House集合的一部分   |
| 2014 | La Nuit de Bohème                | InterParfums              | 在Bohème集合的一部分      |
| 2014 | La Nuit de Bohème Eau de Parfum  | InterParfums              | 在Bohème集合的一部分      |
| 2014 | Sui Dreams in Pink               | InterParfums              | 在Sui Dreams集合的一部分  |
| 2015 | Romantica                        | InterParfums              | 在Romantica集合的一部分   |
| 2015 | Sui Dreams in Green              | InterParfums              | 在Sui Dreams集合的一部分  |
| 2016 | Sui Dreams in Yellow             | InterParfums              | 在Sui Dreams集合的一部分  |
| 2016 | Lucky Wish                       | InterParfums              | 在Secret Wish集合的一部分 |
| 2016 | Romantica Exotica                | InterParfums              | 在Romantica集合的一部分   |

### 时装系列
蕭做了每年2季时装秀，因为1991年的春/夏2002年展会的例外，她取消了关于对世界贸易中心9月11日袭击的受害者。除了季节性表演，蕭还与多种品牌和公司，如合作Hush Puppies，Target公司，福特汽车公司，荼靡，伊势丹，菲拉，O'Neill，三星，美泰，Coach, T-Mobile，维多利亚的秘密和时尚生产[限量版]集合。
以下是西服时装秀和集合一个不完整的列表：
| 采集                         | 日期 | 事件                                | 位置                         | 主题                                                         |
| ---------------------------- | ---- | ----------------------------------- | ---------------------------- | ------------------------------------------------------------ |
| Anna Sui 1991                | 1991 | Press Week of New York              | 未知                         | 未知                                                         |
| Anna Sui Winter 1991         | 1991 | Press Week of New York              | 未知                         | Swinging Sixties London                                      |
| Anna Sui Spring 1992         | 1991 | Press Week of New York              | 未知                         | 芭比                                                         |
| Anna Sui Fall 1992           | 1992 | Press Week of New York              | 未知                         | Swinging Sixties London                                      |
| Anna Sui Spring 1993         | 1992 | New York Fashion Week               | Bryant Park                  | London Grunge                                                |
| Anna Sui Fall 1993           | 1993 | New York Fashion Week               | Bryant Park                  | Charles Baudelaire                                           |
| Anna Sui Spring 1994         | 1993 | New York Fashion Week               | Bryant Park                  | 垃圾                                                         |
| Anna Sui Fall 1994           | 1994 | New York Fashion Week               | Bryant Park                  | Chanel, Balenciaga, and McCardell                            |
| Anna Sui Spring 1995         | 1994 | New York Fashion Week               | Bryant Park                  | 1970's Funk                                                  |
| Anna Sui Fall 1995           | 1995 | New York Fashion Week               | Bryant Park                  | 1940s and 1960s                                              |
| Anna Sui Spring 1996         | 1995 | New York Fashion Week               | Bryant Park                  | 预科生                                                       |
| Anna Sui Fall 1996           | 1996 | New York Fashion Week               | Bryant Park                  | 1920s British Vogue and 1970s Twig                           |
| Anna Sui Spring 1997         | 1996 | New York Fashion Week               | Bryant Park                  | 嬉皮士                                                       |
| Anna Sui Fall 1997           | 1997 | New York Fashion Week               | Bryant Park                  | Leicester Square                                             |
| Anna Sui Spring 1998         | 1997 | New York Fashion Week               | Bryant Park                  | 冲浪者                                                       |
| Anna Sui Fall 1998           | 1998 | New York Fashion Week               | Bryant Park                  | 童话                                                         |
| Anna Sui Spring 1999         | 1998 | New York Fashion Week               | Bryant Park                  | Euro/English                                                 |
| Anna Sui Fall 1999           | 1999 | New York Fashion Week               | Bryant Park                  | Technicolor, 黄金时代电影                                    |
| Anna Sui Spring 2000         | 1999 | New York Fashion Week               | Bryant Park                  | India/Rococo Gypsy                                           |
| Anna Sui Fall 2000           | 2000 | New York Fashion Week               | Bryant Park                  | hippie-chic                                                  |
| Anna Sui Spring 2001         | 2000 | New York Fashion Week               | Bryant Park                  | Mudd Club/Grunge                                             |
| Anna Sui Fall 2001           | 2001 | New York Fashion Week               | Bryant Park                  | The Factory (Warhol)                                         |
| Anna Sui Spring 2002         | 2001 | Show cancelled due to 9/11          | N/A                          | N/A                                                          |
| Anna Sui Fall 2002           | 2002 | New York Fashion Week               | Bryant Park                  | 童话                                                         |
| Anna Sui Spring 2003         | 2002 | New York Fashion Week               | Bryant Park                  | Sport                                                        |
| Anna Sui Fall 2003           | 2003 | New York Fashion Week               | Bryant Park                  | London boutique Biba                                         |
| Anna Sui Spring 2004         | 2003 | New York Fashion Week               | Bryant Park                  | 十几岁的女孩冲浪                                             |
| Anna Sui Fall 2004           | 2004 | New York Fashion Week               | Bryant Park                  | 60s London                                                   |
| Anna Sui Spring 2005         | 2004 | New York Fashion Week               | Bryant Park                  | 狂野的西部                                                   |
| Anna Sui Fall 2005           | 2005 | New York Fashion Week               | Bryant Park                  | Louise Nevelson/Junk Art                                     |
| Anna Sui Spring 2006         | 2005 | New York Fashion Week               | Bryant Park                  | Gazette du Bon Ton                                           |
| Anna Sui Fall 2006           | 2006 | New York Fashion Week               | Bryant Park                  | 60s chic                                                     |
| Anna Sui Spring 2007         | 2006 | Mercedes-Benz Fashion Week          | Bryant Park                  | The New York Dolls/Marie Antoinette/Suleiman the Magnificent |
| Anna Sui Fall 2007           | 2007 | Mercedes-Benz Fashion Week          | Bryant Park                  | Pre-pop                                                      |
| Anna Sui Resort 2008         | 2007 | 未知                                | 未知                         | Ossie Clark                                                  |
| Anna Sui Spring 2008         | 2007 | Mercedes-Benz Fashion Week          | Bryant Park                  | Busby Berkeley/Biba                                          |
| Anna Sui Fall 2008           | 2008 | Mercedes-Benz Fashion Week          | Bryant Park                  | Pre-Raphaelite/Medievalism/Gustav Klimt/American Indians     |
| Anna Sui Resort 2009         | 2008 | 未知                                | 未知                         | 迷幻                                                         |
| Anna Sui Spring 2009         | 2008 | Mercedes-Benz Fashion Week          | Bryant Park                  | Spanish 斗牛士                                               |
| Anna Sui Fall 2009           | 2009 | Mercedes-Benz Fashion Week          | Bryant Park                  | 1890s                                                        |
| Anna Sui Resort 2010         | 2009 | 未知                                | 未知                         | 太阳裙                                                       |
| Anna Sui for Target          | 2009 | Collection Launch                   | USA                          | Gossip Girl                                                  |
| Anna Sui Spring 2010         | 2009 | Mercedes-Benz Fashion Week          | Bryant Park                  | Spring Fling                                                 |
| Anna Sui Fall 2010           | 2010 | Mercedes-Benz Fashion Week          | Bryant Park                  | 美国工艺美术运动                                             |
| Anna Sui Resort 2011         | 2010 | 未知                                | 未知                         | romantic and dreamy                                          |
| Anna Sui Spring 2011         | 2010 | Mercedes-Benz Fashion Week          | Bryant Park                  | Pioneer/60s L.A.                                             |
| Anna Sui Fall 2011           | 2011 | Mercedes-Benz Fashion Week          | Bryant Park                  | Ormsby-Gore sisters,Ballet Russes                            |
| Anna Sui Resort 2012         | 2011 | 未知                                | 未知                         | David Hicks' Paris shop                                      |
| Anna Sui Spring 2012         | 2011 | Mercedes-Benz Fashion Week          | Bryant Park                  | Antonio Lopez/Club Sept/Paris 1970s                          |
| Anna Sui for Tumi 2012       | 2013 | Collection Launch                   | Global                       | Luggage Sets                                                 |
| Anna Sui for Hush Puppies    | 2012 | Collection Launch                   | Global                       | 复古和岩石                                                   |
| Anna Sui Fall 2012           | 2012 | Mercedes-Benz Fashion Week          | Bryant Park                  | fantasy/textile design                                       |
| Anna Sui Resort 2013         | 2012 | 未知                                | 未知                         | Art Nouveau                                                  |
| Anna Sui for Coach           | 2012 | Collection Launch                   | Global                       | Art Nouveau                                                  |
| Anna Sui Spring 2013         | 2012 | Mercedes-Benz Fashion Week          | Bryant Park                  | London/New York Punk/Second French Empire                    |
| Anna Sui Fall 2013           | 2013 | Mercedes-Benz Fashion Week (Fall)   | Lincoln Center               | '60s nostalgia/French New Wave Cinema                        |
| Anna Sui Resort 2014         | 2013 | 未知                                | 未知                         | Boho-chic                                                    |
| Anna Sui for Tumi 2013       | 2013 | Collection Launch                   | Global                       | Luggage Sets                                                 |
| Anna Sui Spring 2014         | 2013 | Mercedes-Benz Fashion Week (Spring) | Lincoln Center               | Pre-Raphaelite                                               |
| Anna Sui Fall 2014           | 2014 | Mercedes-Benz Fashion Week (Fall)   | Lincoln Center               | 1920s Art Deco                                               |
| Anna Sui Resort 2015         | 2014 | 未知                                | 未知                         | Art Deco                                                     |
| Anna Sui for FILA            | 2014 | Collection Launch                   | Asia                         | Sportswear                                                   |
| Mustang Unleashed Collection | 2014 | Collection Launch                   | Global                       | Vintage                                                      |
| Anna Sui Spring 2015         | 2014 | Mercedes-Benz Fashion Week (Spring) | Lincoln Center               | Retro 70s prints                                             |
| Anna Sui Fall 2015           | 2015 | Mercedes-Benz Fashion Week (Fall)   | Lincoln Center               | Vikings                                                      |
| Anna Sui Resort 2016         | 2015 | 未知                                | 未知                         | 70s boho                                                     |
| Anna Sui for O'Neill         | 2015 | Collection Launch                   | Global                       | Beach-Ready                                                  |
| Anna Sui × Frye              | 2015 | Collection Launch                   | USA                          | Footwear                                                     |
| Anna Sui × Sailor Moon       | 2015 | Collection Launch                   | Japan                        | Collectibles                                                 |
| Anna Sui × Starbucks         | 2015 | Collection Launch                   | Asia                         | Holiday Collectibles                                         |
| Anna Sui Spring 2016         | 2015 | Mercedes-Benz Fashion Week (Spring) | Skylight at Moynihan Station | exotic Polynesia                                             |
| Anna Sui Fall 2016           | 2016 | Mercedes-Benz Fashion Week (Fall)   | Skylight at Moynihan Station | Peter Blake, Niki de Saint Phalle, Barbara Hulanicki         |
| Anna Sui Resort 2017         | 2016 | 未知                                | 未知                         | 90's Grunge                                                  |

### 出版作品

#### 文学
以下是西装文学作品的一个不完整的列表：
- Sui, Anna. . New York: Chronicle Books. 2010. ISBN 0811868303 –Google Books.
- Sui, Anna. . New York: Chronicle Books. 2010  [2022-03-27]. ISBN 0811868389. （原始内容存档于2020-07-28） –Google Books.
- Sui, Anna. . New York: Chronicle Books. 2011  [2022-03-27]. ISBN 1452101442. （原始内容存档于2020-07-28） –Google Books.
- Bolton, Andrew. Sui, Anna; White, Jack; Meisel, Steven , 编. . New York: Chronicle Books. 2013-05-07  [2022-03-27]. ISBN 1452128596. （原始内容存档于2020-08-03） –Google Books.

#### 片目
- Bolton, Andrew; Sui, Anna; Chen, Eva; Rocero, Geena; Gumpert, Lynn.  (Video). New York City: City University Television (CUNY-TV). June 2015  [2016-09-07]. （原始内容存档于2015-12-08） –MuckRack.com.

## 在流行文化

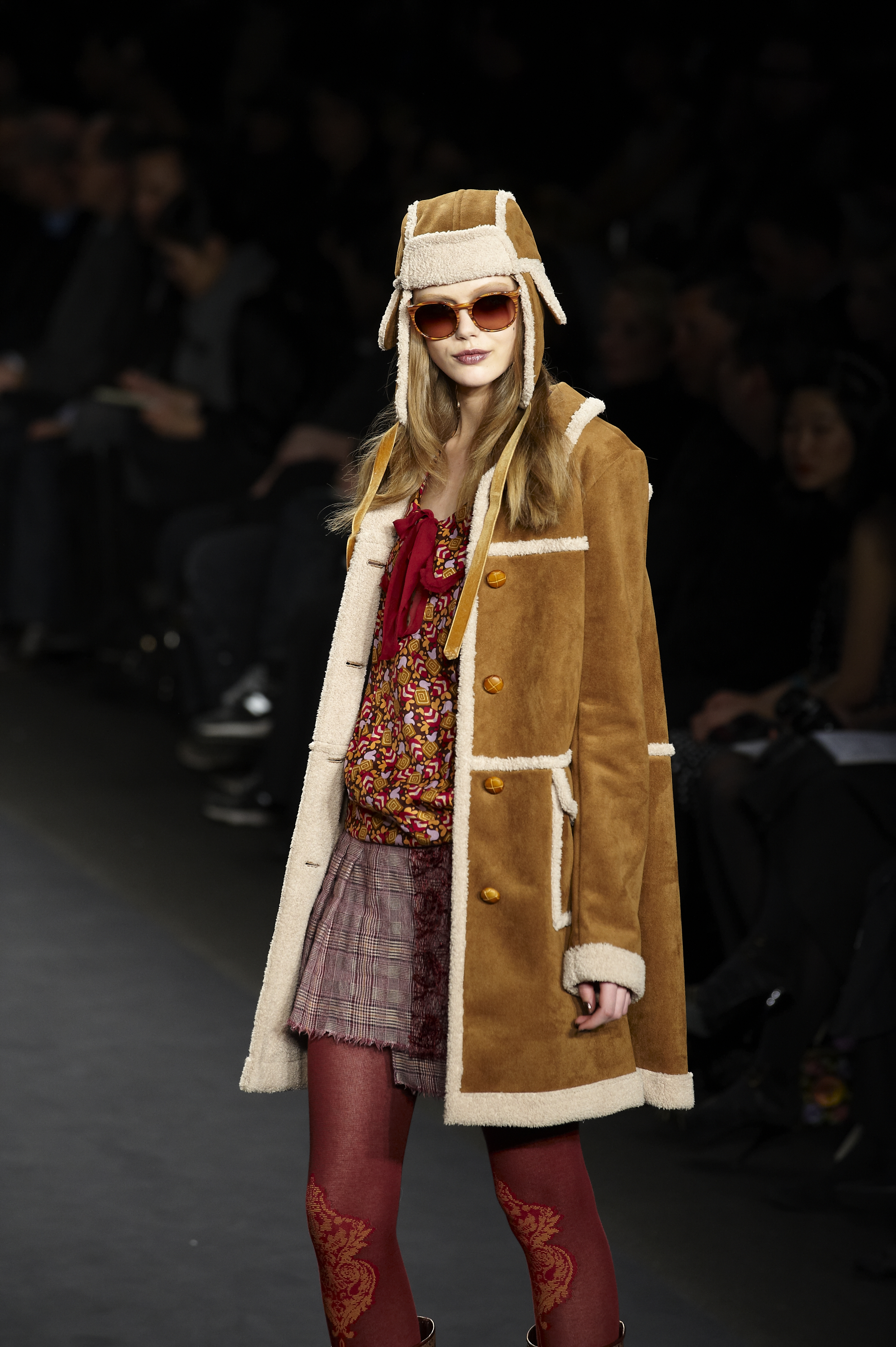
蕭的FW2010時裝秀.

### 视频/电影和电视上露面
在2008年一个 購物狂的異想世界的拍摄，一个虚假的Anna Sui的店被嘲笑了赫斯特大厦内的电影集，其中还包括了华伦天奴，凯瑟琳Malandrino的和Alberta Ferretti的实体模型店。特技愚弄一些纽约人相信实际的门店已经被打开。
| 年   | 标题                                          | 角色   | 笔记                                                           |
| ---- | --------------------------------------------- | ------ | -------------------------------------------------------------- |
| 1994 | Hi Octane                                     | 她自己 | （电视节目）插曲 1.3                                           |
| 2008 | Bravo A-List Awards                           | 她自己 | （电视节目）                                                   |
| 2010 | The City                                      | 她自己 | （电视节目）插曲: "Show 'Em What You Got"                      |
| 2010 | America's Next Top Model                      | 她自己 | （电视节目）季节 14, 插曲 11: "America's Next Top Model Is..." |
| 2011 | 時尚教主─黛安娜佛里蘭                         | 她自己 | （记录）                                                       |
| 2012 | 天橋驕子                                      | 她自己 | （电视节目）季节 10, 插曲 8: "Starving artist"                 |
| 2011 | Fashion News Live                             | 她自己 | （电视节目）季节 15, 插曲 42                                   |
| 2013 | Tumi Case Studies                             | 她自己 | （短系列）插曲: "Anna Sui"                                     |
| 2014 | Make It in America: Empowering Global Fashion | 她自己 | （记录）                                                       |

## 外部連結
- Anna Sui官方網站 （页面存档备份，存于）
- 蕭志美的Facebook專頁
- 蕭志美的Instagram帳戶
- 蕭志美的新浪微博
- 蕭志美的X（前Twitter）
- Anna Sui Bio

1. ↑  Calahan, April. . New Haven: Yale University Press. 2015: 440  [2022-03-27]. ISBN 0300212267. （原始内容存档于2020-07-28）.